# Palinurs (infraordre)
Els palinurs (Palinura) són un antic infraordre de crustacis decàpodes pleociemats que incloïa les llagostes i les cigales com a exemplars més coneguts. Segons les darreres actualitzacions de la taxonomia dels decàpodes, l'infraordre Palinura es parafilètic i els seus membres s'han repartit entre els infraordres Achelata i Polychelida.
Les llagostes són bentòniques i es caracteritzen per tenir el perèion lleugerament deprimit i angulós.
A la zona dels Països Catalans només es troben exemplars de les famílies dels poliquèlids (Polychelidae), els palinúrids (Palinuridae) i els escil·làrids (Scyllaridae).

## Sistemàtica
Aquest infraordre se subdividia en 2 superfamílies i 5 famílies:
- Superfamília Eryonoidea De Haan, 1841 (actualment a l'infraordre Polychelida)[3]
  - Família Eryonidae De Haan, 1841
  - Família Polychelidae Wood-Mason, 1874
- Superfamília Palinuroidea Latreille, 1802 (actualment a l'infraordre Achelata)[4]
  - Família Palinuridae Latreille, 1802
  - Família Scyllaridae Latreille, 1825
  - Família Synaxidae Bate, 1881